# (29864) 1999 FM44
A (29864) 1999 FM44 a Naprendszer kisbolygóövében található aszteroida. A LINEAR projekt keretében fedezték fel 1999. március 20-án.